# كريستيان دوبلر
يوهان كريستيان أندرياس دوبلر (بالألمانية: Christian Doppler)‏ (29 نوفمبر 1803 - 17 مارس 1853) فيزيائي ورياضي نمساوي قام بدراسة وتوثيق تأثير دوبلر والذي سمي باسمه، والذي هو عبارة عن تغيّر ظاهري في التردد والطول الموجي للموجة كما يلاحظه المُشاهد الذي يتحرّك بالنسبة لمصدر الموجة. وتخليدا لاسمه يطلق اسم الإيكو دوبلر على أحد أجهزة الإيكو الطبية التي تستخدم لدراسة الأوعية الدموية.

## حياته وعمله
ولد كريستيان دوبلر في مدينة سالزبيرغ في النمسا لأب يعمل في البناء. لم يستطع كريستيان أن يعمل في مهنة والده وذلك لبنيته الضعيفة.
بعد انهائه لدراسته الثانويّة درس دوبلر الفلك والرياضيات في سالزبيرغ وفينا، ثمّ عمل بعد ذلك في كليّة براغ التقنيّة في جمهورية التشيك، حيث تمّ تعيًنه بروفيسوراً في الرياضيات والفيزياء عام 1841. (في ذلك الوقت كانت جمهورية التشيك تابعة للنمسا).
بعد عام واحد من ذلك، وعندما كان في التاسعة والثلاثين، نشر دوبلر أحد أكثر كتبه أهمية وهو كتاب "Über das farbige Licht der Doppelsterne und einiger anderer Gestirne des Himmels"، (الضوء الملوّن للنجوم الثنائية وبعض النجوم الأخرى في السماء). في هذا الكتاب طرح دوبلر أساس فكرته (والتي عرفت فيما بعد بتأثير دوبلر)، والتي يقول فيها أنّ الضّوء المُشاهَد للموجة يعتمد على السرعة النسبية بينَ الشخص المُشاهد ومصدر الموجة، وحاولَ استخدام هذا المبدأ في تفسير ألوان النجوم الثنائية. تأثير دوبلر في الموجات الصوتيّة أثبته بيز بالوت عام 1845.
خلال فترة وجود دوبلر كبروفيسور في براغ، نشرَ ما يربو على 50 مقالة في الفيزياء والرياضيات والفلك.
أثناء أعمال دوبلر البحثيّة في براغ، نشبت موجة من الثورات في مارس عام 1848، لذلك فرّ عائداً إلى فينّا. في فينّا تمّ تعيينه كرئيس لمعهد التجارب الفيزيائية في جامعة فينا عام 1850. خلال هذه الفترة، كان لدوبلر جنباً إلى جنب مع فرينز أونجير، كان لهما تأثير كبير على الطالب الشّاب جريجور مندل، والذي كان طالبأً في جامعة فينا خلال الفترة من 1851 - 1853، والذي أصبح لاحقاً الموجد الأوّل لعلم الوراثة.
توفي دوبلر في 17 آذار \ مارس 1853 عن 49 عاماً بمرض ذات الرئة (الالتهاب الرئوي)، في مدينة البندقية الإيطالية، وقبره موجود في مقبرة جزيرة سان ميشيل في البندقية. (حيث كانت إيطاليا أيضا تابعة للنمسا آنذاك).

## روابط خارجية
- كريستيان دوبلر على موقع الموسوعة البريطانية (الإنجليزية)
- كريستيان دوبلر على موقع إن إن دي بي (الإنجليزية)